# La Légion des damnés (film, 1936)
Pour l’article homonyme, voir La Légion des damnés (film, 1969).
Pour plus de détails, voir Fiche technique et Distribution.
La Légion des damnés (The Texas Rangers) est un film américain en noir et blanc réalisé par King Vidor, sorti en 1936.

## Synopsis
Trois bandits, longtemps amis, Jim Hawkins, Henry B. Wahoo Jones et Sam McGee en viennent à se séparer. Les deux premiers, après quelque temps d'incarcération, décident de rejoindre les rangs des Texas Rangers. Le troisième continue sa vie de rapine. Hawkins tombe sous le charme d'Amanda Bailey. Lorsque Wahoo Jones se promet d'arrêter son ancien complice McGee, il ne se doute pas qu'il va trouver la mort. Dès lors, entre les deux survivants, la haine devient farouche…

## Fiche technique
- Titre original : The Texas Rangers
- Titre français : La Légion des damnés
- Réalisation : King Vidor
- Scénario : Louis Stevens, d'après la nouvelle The Texas Rangers de Walter Prescott Webb
- Direction artistique : Hans Dreier, Bernard Herzbrun
- Costumes : Edith Head
- Décors : A. E. Freudeman
- Photographie : Edward Cronjager
- Son : Harold Lewis, John Cope
- Montage : Doane Harrison
- Musique : Sam Coslow, Phil Boutelje, Harry Behn, Jack Scholl
- Production : King Vidor
- Production déléguée : William LeBaron
- Société de production : Paramount Pictures
- Société de distribution : Paramount Pictures
- Pays d’origine : États-Unis
- Langue originale : anglais
- Format : noir et blanc - 35 mm - 1,37:1 - Son Mono (Western Electric Noiseless Recording)
- Genre : Western
- Durée : 93 minutes[1] ou 98 minutes[2]
- Date de sortie :
  - États-Unis : 21 août 1936 (Première à Dallas, Texas)

## Distribution
- Fred MacMurray : Jim Hawkins
- Jack Oakie : Henry B. "Wahoo" Jones
- Jean Parker : Amanda Bailey
- Lloyd Nolan : Sam McGee alias "Polka Dot"
- Edward Ellis : Major Bailey
- Bennie Bartlett (en) : David
- Frank Shannon : Capitaine Stafford
- Frank Cordell : Ranger Ditson
- Richard Carle : Casper Johnson
- Jed Prouty : Procureur
- Fred Kohler Sr. : Higgins
- George 'Gabby' Hayes : Juge
- Elena Martinez : Maria
- Kathryn Bates : Institutrice
- Rhea Mitchell : Passagère
- Lloyd A. Saunders : Ranger
- Homer Farra : Ranger
- Ray Burgess : Ranger
- Hank Bell : Ranger
- Jack Montgomery : Ranger
- Howard Joslin : Ranger
- Joe Dominguez : Ranger
- Joseph Rickson : Ranger
- Frank Ellis : Ranger
- Bill Gillis : Ranger
- Neal Hart : Ranger
- Cecil Kellogg : Ranger
- Joseph B. Kerrick : Ranger
- Harrison Greene : Passager
- Frank Leyva : Mexicain
- Irving Bacon : Père de David
- Spencer Charters : Shérif
- Charles Middleton : Avocat
- Monty Vandergrift : Messager
- William Strauss : Juré
- Stanley Andrews : Homme de main
- Dell Henderson : Citoyen
- Bobby Caldwell : Garçon dans la diligence
- John Beck : Passager dans la diligence